# Schmelztablette
Schmelztabletten (auch: orodispersible Tabletten) sind nicht-überzogene Tabletten, die in den Mund genommen werden und dort rasch im Speichel zerfallen oder sich auflösen, bevor sie geschluckt werden. Sie ähneln in der Anwendung den oralen Lyophylisaten („Lyophilisate zum Einnehmen“), die durch Gefriertrocknung hergestellt werden und auch zum Teil Schmelztabletten genannt werden.

## Herstellung
Schmelztabletten werden durch Schmelzextrusion oder Kompression (Verpressen) hergestellt. Beim Verpressen wird nur mit geringer Presskraft gearbeitet, so dass eine geringe Tablettenfestigkeit resultiert. Der Einsatz von besonders effektiven Zerfallsbeschleunigern und in höheren Konzentrationen als in herkömmlichen Tabletten sorgt zusätzlich für eine rasche Zerfallbarkeit.
Für orale Lyophilisate ist die bekannteste Herstellungstechnik das Zydis-Verfahren: Eine Lösung oder eine Suspension eines Arzneistoffes mit geeigneten Hilfsstoffen wird in vorgeformte Blister gefüllt und in einem Einfriertunnel mit flüssigem Stickstoff eingefroren. Danach werden die gefrorenen Erzeugnisse im Blister in einem Gefriertrockner bis zu einer bestimmten Restfeuchte getrocknet. Es entsteht eine hochporöse Matrix, die leicht und sehr schnell zerfällt. Zuletzt werden die Blister versiegelt. Andere Gefriertrockungsverfahren sind die Lyoc und Quicksolv genannten Prozesse. Aufgrund ihres hygroskopischen Charakters müssen orale Lyophilisate vor Feuchtigkeit durch geeignete Verpackungen geschützt werden, die zudem die Entnahme der porösen Zubereitungen ohne Beschädigung ermöglichen (beispielsweise „Peel-off-Blister“).

## Anwendung
Schmelztabletten können ohne Flüssigkeit eingenommen werden. Sie müssen nicht als Ganzes geschluckt werden, weswegen sie für Menschen mit Schluckbeschwerden, für Ältere und Kinder sowie für eine unkomplizierte Einnahme unterwegs (z. B. auf Ausflügen, Reisen) geeignet sind. Auch etwa bei bestimmten Erkrankungen, die mit Erbrechen (beispielsweise Migräne) einhergehen, können Schmelztabletten von Vorteil sein. Ein rascher Zerfall der Schmelztablette im Mund ist Voraussetzung für ein angenehmes Mundgefühl. Das europäische Arzneibuch fordert für Schmelztabletten und orale Lyophilisate eine Zerfallszeit von maximal drei Minuten (in Wasser). Die amerikanischen Vorschriften geben eine Zerfallszeit von maximal 30 Sekunden vor.
Schmelztabletten sind für die Einnahme (Herunterschlucken) vorgesehen. Abzugrenzen sind sie von Darreichungsformen für die Anwendung in der Mundhöhle (beispielsweise Lutschtabletten, Sublingualtabletten, Buccaltabletten und Schmelzfilme), bei denen die Wirkstoffe entweder lokal oder aber nach Resorption über die Mund-/Rachenschleimhäute systemisch wirken.
Beispiele für Markenbezeichnungen von Fertigarzneimitteln in Schmelztablettenform sind Tavor Expidet (Lorazepam), Zomig bzw. AscoTop (Zolmitriptan) oder Imodium akut lingual (Loperamid).